# Lettere dal Sud America
Lettere dal Sud America è il terzo album in studio del gruppo musicale italiano Quartetto Cetra, pubblicato il 22 dicembre 1955.

## Tracce
Lato 1
1. Una casa portuguesa - (testo: Ferreira, Giacobetti, Sequeira - musica: Fonseca)
2. Adios muchachos - (testo: Vedani - musica: Sanders)
3. Un romano a Copacabana - (testo: Giacobetti - musica: Savona)
4. Paraiba - (Gonzaga, Texeira)

Lato 2
1. Carnavalito - (Zaldivar)
2. Me lo dijo Adela - (Portal)
3. Ninguem me ama - (Lobo, Maria)
4. El macho de la noche - (testo: Giacobetti - musica: Savona)